# Frédéric Dupré (peintre)
Pour les articles homonymes, voir Dupré.
Ne doit pas être confondu avec Frédéric Dupré.
Frédéric Alexandre Dupré est un architecte, décorateur et peintre, né le 12 novembre 1881 à Paris 12e et mort le 16 octobre 1972 à Issy-les-Moulineaux. 

## Biographie
Fils d'un imprimeur, Frédéric Dupré est élève aux Beaux-arts de Paris en classe d'architecture dans l'atelier de Honoré Daumet et de Léon Jaussely ; en 1912, il obtient une mention au prix Achille Leclère. Il a un jeune frère, Jean Dupré, également architecte.
Il obtient une mention honorable au Salon des artistes français de 1913, où il expose entre autres des croquis de voyage aux îles Baléares et Carcassonne.
Le 3 février 1914, il épouse Sara Mathey-Doret, d'origine suisse.
Mobilisé en août 1914, il est blessé durant les combats de la Première Guerre mondiale en 1917.
En 1921, exposant au Salon des artistes décorateurs, il montre ses compositions inspirées du poème d'Albert Samain, Au jardin de l'infante.
Il expose au Salon des indépendants de 1927 à 1929.